# Обрада отпадних вода
Системи за обраду отпадних вода (или пречишћавање кућних отпадних вода, пречишћавање комуналних отпадних вода) су врста третмана отпадних вода који има за циљ уклањање загађивача из канализације како би се произвео ефлуент који је погодан за испуштање у околину или за намеравану поновну употребу, чиме се спречава водено загађење од испуштања сировог отпада. Канализација садржи отпадне воде из домаћинстава и предузећа и евентуално претходно пречишћене индустријске отпадне воде. Постоји велики број процеса третмана отпадних вода који се можу користити. Они могу да се крећу од децентрализованих система (укључујући системе за третман на лицу места) до великих централизованих система који укључују мрежу цеви и пумпних станица (која се називају канализација) које преносе канализацију до постројења за пречишћавање. За градове који имају комбиновану канализацију, канализација ће одводити и градске падавинске воде до постројења за пречишћавање отпадних вода. Пречишћавање отпадних вода често укључује две главне фазе, које се називају примарни и секундарни третман, док напредни третман такође укључује фазу терцијалног третмана са додатним процесима и уклањањем хранљивих материја. Секундарни третман може смањити органску материју (мерено као биолошка потражња кисеоника) из канализације, коришћењем аеробних или анаеробних биолошких процеса.
Развијен је велики број технологија за пречишћавање отпадних вода, углавном користећи процесе биолошког третмана. Инжењери и доносиоци одлука треба да узму у обзир техничке и економске критеријуме, као и квантитативне и квалитативне аспекте сваке алтернативе када бирају одговарајућу технологију.‍:215 Често су главни критеријуми за избор: жељени квалитет ефлуента, очекивани квалитет ефлуента, трошкови изградње и рада, доступност земљишта, енергетски захтеви и аспекти одрживости. У земљама у развоју и руралним областима са малом густином насељености, канализација се често пречишћава различитим санитарним системима на лицу места и не преноси у канализацију. Ови системи укључују септичке јаме повезане са дренажним пољима, локалне системе за канализацију (OSS), системе вермифилтера и још много тога. С друге стране, напредна и релативно скупа постројења за пречишћавање отпадних вода у градовима који то могу приуштити могу укључивати терцијарни третман са дезинфекцијом и можда чак и четврту фазу третмана за уклањање микрозагађивача.
На глобалном нивоу, процењује се да се 52% отпадних вода третира. Међутим, стопе третмана отпадних вода су веома неједнаке за различите земље широм света. На пример, док земље са високим приходима пречишћавају приближно 74% својих отпадних вода, земље у развоју пречишћавају у просеку само 4,2%.
Третман канализације је део области санитације. Санитација такође укључује управљање људским отпадом и чврстим отпадом, као и управљање падавинским водама (одводњавањем). Термин „постројење за пречишћавање канализације“ се често користи наизменично са термином „постројење за пречишћавање отпадних вода“.
Системи за обраду отпадних вода се састоје из неколико линија обраде (свака линија обраде се састоји од различитих процеса обраде):
| Линија уклањања грубих честица | Линија уклањања суспендованих честица                                                                                |
| - груба сита - уклањање инертног материјала - флотација - фина сита - гравитациона сепарација                                                                                             | - биолошка филтрација - активни муљ - брза пешчана филтрација - оксидационе лагуне                                   |
| Линија уклањања растворених материја | Линија обраде муља                                                                                                   |
| - аерација - адсорпција на активном угљу - јонска измена - мембранска сепарација - дезинфекција - екстракција - дестилација воденом паром - упаравање - неутрализација - оксидо-редукција | - згушњавање - анаеробна стабилизација - кондиционирање - обезводњавање - сушење - спаљивање - аеробна стабилизација |

## Уклањање грубог и инертног материјала
Уклањање и ситњење грубог, крупног материјала из отпадне воде најчешће је први основни процес у систему за њену обраду, а примењује се углавном ради заштите пумпи, вентила и остале арматуре од оштећења и запушавања и неометаног одвијања наредних фаза обраде.
Уклањање крупнијих комада дрвета, пластике, метала, гуме, текстила и других отпадних материјала из отпадне воде остварује се њеним пропуштањем кроз уређаје за сејање – сита. Подела сита се најчешће врши према величини отвора и у том смислу она се деле на груба сита (решетке) и фина сита. Груба сита или решетке имају отворе једнаке или веће од 6 мм и углавном заштитну улогу, док се помоћу финих сита, са отворима мањим од 6 мм, може остварити и значајније уклањање суспендованих материја из отпадне воде. Решетка се обично састоји од паралелних шипки или штапова, углављених у метални рам, док се код финог сита, као површина за сејање, обично користи жичана тканина или перфорирана метална плоча.
Према начину чишћења, односно уклањања на њима издвојеног материјала, сита и решетке се деле на уређаје са ручним, мануелним чишћењем и уређаје са механичким, аутоматским чишћењем.

## Таложење
Таложење припада групи седиментационих процеса – процеса сепарације чврсте и течне фазе под утицајем гравитације. Таложење је једна од најчешће коришћених операција у поступцима обраде отпадних вода. Уређаји у којима се одиграва операција таложења називају се таложници. Често се, обзиром на примарну намену, сусреће и назив „избистривач“.
Области примене таложења су:
- уклањање песка и зрнастог материјала
- уклањање суспендованих материјала у примарним таложницима
- уклањање биомасе, настале током биолошке обраде отпадних вода, у секундарним таложницима
- уклањање хемијског талога насталог процесом коагулације
- концентрисање отпадног муља у згушњивачима

Примарни циљ примене операције таложења је добијање бистрог ефлуента, са што нижим садржајем суспендованих материја. У том случају је такође значајно и да добијени муљ буде што концентрованији.

## Филтрација
Филтрација је раздвајање (сепарација) чврсте и течне фазе под дејством притиска или вакуума. Процес филтрације одвија се током проласка флуида кроз преградни слој који задржава чврсте честице на или унутар себе. Смеша чију сепарацију треба извршити назива се уобичајено суспензија, ретки муљ или муљна течност. Излазни флуид се назива филтрат, а преградни слој филтрациони медијум. Уколико је филтрациони медијум зрнаст, користи се назив испуна. За издвојени чврсти материјал који се акумулира у количинама које видљиво прекривају филтрациони медијум, користи се назив погача. Скуп опреме – кућиште за филтрациони медијум, простор за акумулацију погаче, простор за суспензију и филтрат, испуснте површине и канали за филтрат, као и опрема за одвод материјалних токова, назива се филтар.
У обради отпадних вода филтрација се користи за:
- уклањање биомасе настале током биолошке обраде у секундарним таложницима
- уклањање чврстог остатка насталог током хемијске коагулације отпадних вода у физичко-хемијској обради и у савременим поступцима
- згушњавање муљева (ротациони вакуум-филтри)
- обезводњавање стабилизованих муљева.

## Флотација
Флотација је процес молекуларног „слепљивања“ честица материјала који се флотира уз граничну површину фаза, обично гас (најчешће ваздух) – вода. Флотација се користи као алтернативна метода другим сепарационим поступцима: седиментацији, сепарацији центрифугама, филтрацији и слично, од којих је често или ефикаснија или економски оправданија.
Чврсте честице, капљице, молекули или јони из течне фазе, „прилепљени“ уз мехурове ваздуха који се формирају у течној фази на различите начине, бивају доминатном силом потиска изношене на површину течности, где се концентришу у облику пене која се одатле уклања.
Флотација је први пут примењена 1877. године у обогаћивању графитне руде али је одмах затим била напуштена. Од првог патентираног поступка (Елморе, 1898) она се све више примењује и стално усавршава. Примена флотације у обради отпадних вода се сматра револуционарном иновацијом јер она протиче 6-8 пута брже од седиментације и завршава се за 15-30 минута. При томе се обезбеђује веома висок степен уклањања суспендованог материјала, значајно се смањује концентрација површински активних материјала у отпадној води и повећава садржај кисеоника, а све то у знатној мери олакшава касније фазе обраде.
Данас се флотација примењује у многим областима индустрије: у обогаћивању, у раздељивању руда различитих метала и горива, у издвајању високовредних компоненти из раствора, док се у обради отпадних вода примењује за: уклањање суспендованих и емулгованих загађивача, концентрисање биолошких муљева.

## Аерација
Аерација је операција у обради вода којом се гасовита фаза, обично ваздух и вода, доводе у контакт у циљу остваривања што интензивнијех преношења гасова или испарљивих материја у воду или из ње. Ти гасови који се преносе у један или други флуид најчешће су: , , 2, , ,  и бројна идентификована и неидентификована испарљива органска једињења која загађују отпадне воде или утичу на органолептичка својства пијаће воде (укус и мирис).
Аерација се примењује како у обради отпадних вода, тако и у обради природних вода и припреми вода за пиће.
При обради природних вода користи се за:
- уклањање појединих растворених неорганских супстанци, на пример, гвожђа и мангана, оксидацијом, а затим таложењем
- уклањање непожељних растворених гасова који су носиоци укуса и мириса или материја које проузрокују веће трошкове обраде

У обради отпадних вода аерација се примењује још шире:
- Краткотрајном аерацијом сирове отпадне воде пре обраде знатно се повећава ефикасност операција и процеса који следе. На овај начин се може повећати ефикасност биолошке оксидације и таложења. Претходна аерација је посебно корисна када у отпадној води постоји дефицит раствореног кисеоника или је присутан висок садржај сулфида у њој.
- Уклањање грубог суспендованог материјала из отпадне воде контролише се брзином протицања воде кроз одговарајућу комору (комора за уклањање инертног материјала). Брзина протицања воде се у овим коморама регулише увођењем компримованог ваздуха којим се изазива спирално кретање флуида. Овим се исталожени материјал транспортује по поду коморе до специјалних удубљења из којих се даље елиминише.
- Флотација ваздухом се користи за уклањање масноћа, неких чврстих диспергованих материјала и за концентрисање (згушњавање) муља.
- У биолошкој обради аерација има две основне сврхе: прво – да се задовоље метаболитичке потребе у кисеонику аеробних микробиолошких врста које учествују у обради, и друго – да се обезбеди мешање у биореактору у циљу што ефиканијег преноса масе и топлоте.

## Неутрализација
Неутрализација отпадних вода је веома значајна, а у многим случајевима неопходна фаза обраде, било да се вода после обраде испушта у природни реципијент, или се пре тога подвргава хемијској, физичко-хемијској или биолошкој обради.
Ако је отпадна вода загађена искључиво високом концентрацијом H+ или OH- јона, неутрализација ће бити и једина фаза обраде пре испуштања у реципијент. Ако отпадна вода садржи и друге загађиваче који се могу уклонити хемијском или физичко-хемијском обрадом, неутрализација је неопходна као претходна фаза обраде јер степен, па чак и могућност уклањања појединих ингредијената директно зависе од pH вредности.
Неутрализација отпадних вода које се обрађују биолошким поступцима је неопходна да би се остварили оптимални услови за активност микроорганизама. Иако су биолошки поступци у многим случајевима толерантнији на промену вредности pH од појединих хемијских и физичко-хемијских поступака, при аеробној обради се морају остварити pH вредности између 6 и 8, а толерантне границе су највише 5 до 9.

### Врсте поступака неутрализације
Поступци неутрализације се могу разврстати на више начина, али се најчешће чини према врсти неутрализационог средства и то:
- мешањем киселих и алкалних отпадних вода
- кречом, кречњаком или кречним млеком
- јаким базама или киселинама
- јонском изменом

## Коагулација и Флокулација
Коагулација је физичко-хемијски процес превођења једнофазног система (природна или отпадна вода) у прави двофазни систем, дестабилизацијом колоидних честица хемијским средствима.
Флокулација је физички процес формирања масе крупних флокула од ситних, дестабилизованих колоидних честица, стварањем повећаног градијента брзине у маси воде.
Стабилност колоидних система није подједнака, у том смислу се разликују:
- повратни колоидни системи (дисперзије сапунске, детерџентске, скробне и беланчевинасте у води) који представљају термодинамски стабилне системе
- неповратни колоидни системи (водене дисперзије глина, микроорганизама, металних оксида итд.), који су знатно мање стабилне дисперзије

Примена у обради отпадних вода:
- бистрење мутних и обојених површинских вода
- кондиционирање отпадних биолошких муљева ради лакшег и ефикаснијег обезводњавања
- уклањање алги из ефлуента оксидационих лагуна
- биолошка обрада отпадних вода (флокулација микроорганизама)
- обрада отпадних вода са високим садржајем колоидно диспергованих загађивача
- терцијарна обрада отпадних вода (на пример уклањање фосфата кречом)